# Colonia Ecológica
Colonia Ecológica är en ort i Mexiko.   Den ligger i kommunen Corregidora och delstaten Querétaro Arteaga, i den centrala delen av landet, 180 km nordväst om huvudstaden Mexico City. Colonia Ecológica ligger 1 987 meter över havet och antalet invånare är 112.
Terrängen runt Colonia Ecológica är kuperad åt sydost, men åt nordväst är den platt. Runt Colonia Ecológica är det ganska tätbefolkat, med 104 invånare per kvadratkilometer. Närmaste större samhälle är Santiago de Querétaro, 6,3 km norr om Colonia Ecológica. Omgivningarna runt Colonia Ecológica är en mosaik av jordbruksmark och naturlig växtlighet.